# Spider Solitaire (Windows)
Spider Solitaire est un jeu vidéo pour PC inclus avec le système d'exploitation Windows, et basé sur le jeu de cartes et de patience du même nom.
En 2005, il est classé comme le jeu le plus populaire sur Windows, dépassant ainsi le solitaire original, plus court et moins difficile.
Le jeu a d'abord été inclus dans Microsoft Plus! 98 pour Windows 98 et est depuis présent sur la majorité des versions ultérieures de Windows. Spider Solitaire n'était pas inclus dans Windows 2000, mais a été rajouté à Windows Me, puis Windows XP. C'est ce dernier système d'exploitation qui a permis à ce logiciel de gagner en popularité. Une nouvelle version a été éditée pour Windows Vista. Elle reste inchangée dans Windows 7. Enfin, une nouvelle version a été conçue pour Windows 8 mais n'est pas pré-installée dans ce système d'exploitation. Il est également possible d'y jouer sur Windows 10 en installant le pack Microsoft Solitaire Collection.